# 日本景観生態学会
日本景観生態学会（にほんけいかんせいたいがっかい、英:Japan Association for Landscape Ecology）は、景観生態学の進歩をはかるとともに普及・交流を通じてその理解に努めることを目的とする学会である。

## 概要
- 生態的土地利用施策、国土・地域のエコロジカル・プランニング、生態系管理の基礎となる景観生態学を発展させていくことを使命としている[2]。
- 1992年設立。
- 事務局は名古屋大学大学院環境学研究科内に設置されている[3]。

## 活動
主な活動は、会誌の発行、大会・シンポジウムなどの開催である。また、東日本大震災に関連して、被災地の「景観・生物多様性 ホットスポットマップ」を作成・公開している。

### 大会
年1回、国内で大会を開催している。日本緑化工学会・応用生態工学会と合同で実施することもある。
| 年     | 会場                                     |
| ------ | ---------------------------------------- |
| 1999年 | 千葉県立中央博物館（千葉市）             |
| 2000年 | 大阪府立大学（堺市）                     |
| 2001年 | 北海道大学（札幌市）                     |
| 2002年 | 京都市呉竹文化センター（京都市）         |
| 2003年 | 北九州市立自然史・歴史博物館（北九州市） |
| 2004年 | 広島大学東広島キャンパス（東広島市）     |
| 2005年 | 東京農業大学世田谷キャンパス（世田谷区） |
| 2006年 | 徳島大学（徳島市）                       |
| 2007年 | 九州産業大学（福岡市）                   |
| 2008年 | 福岡大学（福岡市）                       |
| 2009年 | 新潟大学（新潟市）                       |
| 2010年 | とりぎん文化会館（鳥取市）               |
| 2011年 | 東京情報大学（千葉市）                   |
| 2012年 | 東京農業大学世田谷キャンパス（世田谷区） |
| 2013年 | 岩手大学（盛岡市）                       |
| 2014年 | 金沢市地場産業振興センター（金沢市）     |
| 2015年 | 九州工業大学戸畑キャンパス（北九州市）   |

### 出版物
会誌
"Landscape and Ecological Engineering"
英文誌。毎年2号発行される。略称"LEE"（リー）。
『景観生態学』
和文誌。毎年2号発行される。

## 運営組織

### 役員
- 会長
- 副会長
- 幹事長
- 副幹事長

### 各種委員会
2014年度
- 運営委員会
  - 会長
  - 副会長
  - 幹事長
  - 副幹事長
  - 庶務幹事
  - 会計幹事
  - 編集幹事（LEE）
  - 編集幹事（和文誌）
  - 企画・交流幹事
  - IALE担当幹事
  - 専門幹事
    - 応用生態工学
    - 緑化工学
    - 土木工学
    - 造園学
    - 地理学
    - 生態学
    - 植生学
    - 森林科学
    - リモートセンシング
    - GIS
- 幹事
- アドバイザー
- 編集委員会
- 企画・交流委員会
- 東日本大震災復興支援特別委員会